# Thitiphong Photumtha
Thitiphong Photumtha (thailändisch ฐิติพงษ์ โพทุมทา; * 28. Januar 2005) ist ein thailändischer Fußballspieler.

## Karriere

### Verein
Thitiphong Photumtha steht seit mindestens Sommer 2022 beim Rasisalai United FC. Der Verein aus der Provinz Sisaket spielte in der dritten Liga, der Thai League 3. Hier trat der Verein in der North/Eastern Region an. Am Ende der Saison 2024/25 feierte er mit dem Klub die Meisterschaft und anschließend den Aufstieg in die zweite Liga.  Sein Zweitligadebüt gab Thitiphong Photumtha am 17. August 2025 (1. Spieltag) im Heimspiel gegen den Nongbua Pitchaya FC. Bei dem 3:2-Erfolg stand er in der Startelf und spielte die kompletten 90 Minuten.

## Erfolge
Rasisalai United FC
- Thai League 3 – North/East: 2024/25